# Бой на Кушке
Русско-афганский конфликт, Сражение при Кушке, Таш-Кепринское сражение, известно также в западной историографии как Столкновение в Пенд(жд)е, или у Ташкепри (англ. Panjdeh incident) — вооружённый конфликт, который произошёл 18 (30) марта 1885 года после того, как Русская армия, по версии западной историографии, заняла афганскую территорию к югу от реки Амударьи и Мервского оазиса, у селения Пенджде.
Противостояние российских и британских интересов в Средней Азии, известное под названием «Большая игра», длилось десятилетиями, и бой за Кушку привёл это противоборство на грань полномасштабного вооружённого конфликта.

## Предыстория
Генерал Комаров, будучи начальником Закаспийской области (нынешний Туркменистан), обратил внимание на Мерв как на «гнездо разбоя и разрушения, тормозившее развитие чуть ли не всей Средней Азии». В конце 1883 года он направил туда штабс-ротмистра Алиханова и текинца майора Махтум-Кули-хана с предложением мервцам принять русское подданство. 25 января (6 февраля) 1884 года в Ашхабад прибыла депутация мервцев и поднесла Комарову прошение на имя императора о принятии Мерва в русское подданство и принесла присягу.
После присоединения Мерва возникла необходимость определения границ между новой русской провинцией и Афганистаном. Англия, защищая свои интересы, послала свою разграничительную комиссию с военным отрядом для её охраны. Россия тоже послала свою комиссию и тоже с военным отрядом под начальством генерала Комарова. В ходе переписки по поводу назначения англо-российской пограничной комиссии Россия бросила вызов притязаниям Афганистана на оазис Пандждех, упорно утверждая, что оазис принадлежит России на том основании, что она владеет Мервом.
Поскольку Афганистан состоял под протекторатом Британской империи, вице-король Индии (лорд Дафферин) поднял большой шум, опасаясь подготовки русского вторжения в Индию. Он потребовал от афганского эмира, чтобы тот оказал вооружённое сопротивление продвижению русских. Афганистан послал в Пандждех войска для усиления его защиты. Когда про это узнал Комаров, он пришёл в ярость. Комаров заявил, что оазис принадлежит России и приказал афганским отрядам немедленно удалиться. Афганский командующий отказался. Комаров сразу же обратился к специальному британскому уполномоченному в Афганистане генералу Лэмсдену, требуя, чтобы тот велел афганским отрядам убираться. Лэмсден отказался это делать.

## Столкновение
Полный решимости не допустить, чтобы Пандждех ускользнул из его рук, Комаров решил сменить тактику. 13 (25) марта 1885 года под нажимом Британии российское правительство дало клятвенную гарантию, что российские войска не станут атаковать Пандждех, если афганцы воздержатся от военных действий. Через три дня министр иностранных дел Николай Гирс это повторил и добавил, что такое обязательство было дано с полного одобрения императора.
Афганские войска сосредоточились на западном берегу реки Кушка, а российские — на восточном. Несмотря на повторные обещания российского правительства, войска Комарова постепенно окружали Пандждех. К 12 (24) марта 1885 года они находились на дистанции меньше мили от его защитников. Комаров теперь предъявил командующему афганских войск ультиматум: либо через пять дней тот отводит войска, либо русские сами их выгонят. Находившиеся при афганском отряде в качестве военных советников английские офицеры убедили его начальника принять бой.
18 (30) марта 1885 года, когда срок ультиматума генерала Комарова истёк, а афганцы не подавали никаких признаков отхода, он приказал своим частям перейти в наступление, но первыми огня не открывать. В результате первыми открыли огонь афганцы, ранив лошадь одного из казаков. После чего российским войскам был отдан приказ открыть огонь по афганской коннице, которая была сосредоточена в пределах видимости. Конница не выдержала убийственного огня и в беспорядке бежала. Но афганская пехота сражалась храбро. К утру противник был оттеснён за мост Пул-и-Хишти, понеся урон примерно в 600 человек (в разных публикациях потери афганской стороны сильно отличаются, составляя от 500 убитых до свыше 1 000 убитых). Потери войск Комарова составляли только 9 человек погибших и 45 раненых. Русские войска захватили лагерь афганцев, все их 8 орудий и 2 знамени.

## Последствия
Этот международный инцидент активно муссировался в европейской прессе и, как думали в то время, поставил Россию на грань войны с Великобританией. Эмир Абдур-Рахман, который в то время был на встрече с лордом Дафферином в Равалпинди, пытался замять произошедшее как мелкое пограничное недоразумение. Лорд Рипон, влиятельный член кабинета министров Гладстона, настаивал на том, что любая уступка со стороны британцев будет поощрением открытой российской интервенции в Афганистан. Тем не менее война была предотвращена усилиями дипломатов, которые получили от представителей царя уверения в намерениях уважать территориальную целостность Афганистана в будущем.
Для урегулирования инцидента была учреждена русско-английская пограничная комиссия, которая и определила современную северную границу Афганистана. Представители эмира в её работе не участвовали. Уступки царских представителей были минимальны. Россия сохраняла отвоёванную Комаровым территорию, на которой в 1890 году была основана крепость Кушка. Впоследствии Кушка стала самым южным населённым пунктом как Российской империи, так и СССР.